# Водяное (Петропавловский район)
Водяное (укр. Водяне) — село,
Осадченский сельский совет,
Петропавловский район,
Днепропетровская область,
Украина.
Код КОАТУУ — 1223884003. Население по переписи 2001 года составляло 149 человек.

## Географическое положение
Село Водяное находится в 6-и км от правого берега реки Самара,
на расстоянии в 1 км от села Осадчее.
По селу протекает пересыхающий ручей с запрудой.